# Lemula fracta
Lemula fracta är en skalbaggsart som beskrevs av Holzschuh 1998. Lemula fracta ingår i släktet Lemula och familjen långhorningar. Inga underarter finns listade i Catalogue of Life.